# Bayern
Bayern, officiellt Freistaat Bayern, på latin och engelska Bavaria, är ett förbundsland i sydöstra Tyskland. Huvudstad är München. Bayern hade cirka 12,6 miljoner invånare 2013. Bayern är Tysklands största förbundsland till ytan och det näst folkrikaste, efter Nordrhein-Westfalen. Bayern gränsar till förbundsländerna Baden-Württemberg, Hessen, Thüringen och Sachsen samt i söder till Schweiz och Österrike och i öster till Tjeckien.
Bayern delas traditionellt in i tre landsdelar: Franken, Schwaben och Altbayern.

## Historia
Skrivregeln med y i Bayern går tillbaka till en förordning från 20 oktober 1825 av kung Ludvig I och ersatte det ursprungliga skrivsättet Baiern. Denna förordning och föreskriften att skriva med grekiskans y (ypsilon) var i samband med valet av hans son Otto till kung av Grekland. Under kejsar Augustus tid blev området Altbayern söder om Donau, som befolkades av kelter, en del av romerska provinsen Raetien. Efter det romerska rikets sammanbrott bildade kelter, germaner från norr och kvarvarande romare bairarnas stam (bajuwarer).

Sedan år 555 kan man belägga existensen av ett bayerskt stamhertigdöme under agilolfingerna, som under merovingerna blev del av det frankiska härskarskapet. Karl den stores seger över den bayerske hertigen Tassilo III markerar slutet för det äldre stamhertigdömet. Karolingernas nedgång möjliggjorde ett återupplevande av de bayerska hertigarnas självständighet under det så kallade yngre stamhertigdömet. Efter slutet av karolingernas härskarperiod kom det på nytt till ett starkare styre hos de enskilda områdena. Detta stöddes av hoten utifrån av Ungernkrigen från omkring år 862. Markgreven Luitpold av Bayern led ett nederlag mot ungrarna i slaget i Pressburg i juli 907, men det blev samtidigt starten för det yngre bayerska stamhertigdömet genom hans son Arnulf I tillträdde som hertig av Bayern.
Efter segern i slaget på Lechfeld följer en andra våg av bayerska besättningar österut med områden i dagens Niederösterreich, Istrien och Krain. Striden med ottoerna för dock tillbaka till ett starkt beroende av det tyska kungadömet. År 976 blir sydöstra Bayern skilt då det blir en del av det nyskapade Hertigdömet Kärnten. Samtidigt regerade huset Babenberg allt mer självständigt i Marcha Orientalis (Ostarrichi) gentemot den bayerska hertigen. Från år 1070 förstärktes åter de bayerska hertigarnas makt under welferna. Striden mellan stauferna och welferna tog slutligen slut år 1180, efter staufern Fredrik I Barbarossas seger över welfen Henrik Lejonet, då Steiermark och markgrevskapet Istrien förlorades och slutet kom för det yngre stamhertigdömet.

### Bayern under Wittelsbach
Från år 1180 till 1918 regerades Bayern som territorialhertigdöme av huset Wittelsbach. Bayern genomlevde från år 1255 till 1503 en period av ett flertal delningar i mindre enskilda hertigdömen. Under en kort tid av återförenande nådde Bayern under Ludvig IV en ny höjdpunkt av makt då denne som förste Wittelsbachare blev upphöjd till kejsare år 1328. I husfördraget i Pavia år 1329 delades Ludvig IV:s besittningar i en pfalzisk linje med Rheinpfalz och den senare så kallade Oberpfalz och i en gammalbayersk (Altbayerisch). De av Ludvig I nyvunna områdena Brandenburg, Tyrolen, de nederländska provinserna Holland, Seeland och Friesland och Hennegau kom dock att förloras under hans efterföljare. Tyrolen hamnade år 1363 hos habsburgarna, Brandenburg år 1373 hos luxemburgarna. Den gyllene bullan år 1356 gjorde att den gammalbayerska linjen i Pfalz kurfurstestatus gick förlorad. År 1429 delades hertigdömet Bayern-Straubing in i linjerna München, Ingolstadt och Landshut efter utdöendet av linjen Straubing-Holland. 1447 hamnade Bayern-Ingolstadt hos Bayern-Landshut som i sin tur vanns av Bayern-München i landshutska tronföljdskriget år 1503–1505. Primogeniturgesetz, en lag från 1506 som fastställde den förstföddes rätt till tronen, gjorde slut på landsdelningarna, och enade Bayern under hertig Albrekt IV.
Efter hans död i mars 1508 regerades landet av hans söner Ludvig X och Vilhelm IV. Båda var ivriga motståndare till reformationen, och sedan påven Clemens VII 1524 erkänt furstarnas överhöghet över biskopsdömena gjordes Bayern till en högborg för motreformationen.

### Kurfurstendömet Bayern
Maximilian I av Bayern blev den katolska ligans ledare under trettioåriga kriget. Genom hans politik steg Bayern till höjden av sin makt. I november 1620 besegrerade trupper ur den katolska ligan, under ledning av den bayerska fältherren Tilly protestanterna i slaget vid Vita berget väster om Prag. Tilly lät i anslutning till detta även ockupera Kurpfalz. Som tack överfördes kurvärdigheten i februari 1623 från Pfalz till Bayern. Maximilan blev alltså kurfurste istället för Fredrik V av Pfalz och fick 1628 också det av Bayern ockuperade Oberpfalz som krigsskadestånd. I Westfaliska freden 1648 tillerkändes Bayern, efter förnyande av den pfalziska kurvärdigheten, en särskild åttonde kurvärdighet. Maximilians son och efterträdare, Ferdinand Maria gynnade kyrkan i kurfurstendömdet, och dennes son Maximilian II Emanuel blev ståthållare över Spanska Nederländerna.
Det absolutistiska Bayern under Maximilian II Emanuel och hans son Karl Albrekts ledning och storpolitik kom under det spanska och det österrikiska tronföljdskriget att tillfälligt ockuperas. 1777 förenades Kurpfalz med Bayern sedan huset Wittelsbachs bayerska linje dött ut.

### Kungariket Bayern

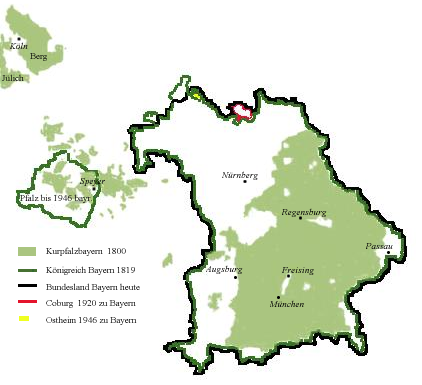
Bayern från år 1800 till nutid

Under Napoleontiden stod Bayern till en början på Frankrikes sida och kunde genom sekularisering och mediatisering inteckna stor landvinningar, Salzburg och Tyrolen hamnade tillfälligt hos Bayern. I freden i Pressburg i december 1805 upphöjde Napoleon Bayern till kungadöme med start från och med den 1 januari 1806. Kurfurst Maximilian IV Joseph blev så istället kung Maximilian I Josef. Efter att i rätt tid växlat sida till Napoleons motståndare kunde Bayern som segrarmakt vid Wienkongressen 1814–1815 behålla en stor del av landvinningarna. Förlusten av Tyrolen och de östra delarna av Pfalz gjorde att Bayern som skadestånd istället fick frankiska områden.
Ludvig I utvecklade München till en konst- och universitetsstad. Han förde under sina första regeringsår en gentemot liberalismens kvar vacklande politik. Efter 1830 blev han dock mer konservativ, särskilt sedan Karl von Abel blivit ministerpresident. Denne tvingades dock avgå på grund av en konflikt med kungens älskarinna dansösen Lola Montez. Hans älskarinnas uppträdande ledde i samband med marsoroligheterna 1848 till ett uppror som kungen inte lyckades slå ned, och han valde då att avgå till förmån för sin son. Hans son, Maximilian II, var sedan kung mellan 1848 och 1864. Vid sitt tillträde utfärdade han amnesti för alla politiska brott, utlovade tryckfrihetslagar, valreformer, avskrivning av grundskatter med mera och tillsatte även en liberal regering. Han understödde den Bayerska nationalismen genom att försöka bilda ett alliansblock oberoende av Österrike och Preussen. Maximilians son, Ludvig II, gick genom byggandet av Neuschwanstein och andra slott in i historien som sagokung (Märchenkönig). Han fortsatte med Karl von Schrenck och Ludwig von der Pfordten som rådgivare faderns politik. I det tyska enhetskriget 1866 led Bayern som deltog vid Österrikes sida dock utan större engagemang nederlag mot Preussen. Man tvingades betala krigsskadeersättning, att avträda ett mindre område i norr och sluta förbund med Preussen. Under kriget hade opinionen för den tyska nationalismen vuxit sig allt starkare i Bayern och von der Pfordten ersattes som ministerpresident av Chlodwig zu Hohenlohe-Schillingsfürst. Mot honom opponerade sig det ultramontant-partikularistiska partiet "patrioterna" som var Bayersk nationellt, men de kunde varken hindra Bayerns deltagande i fransk-tyska kriget eller dess inträde i Tyska riket.
1871 blev Bayern en del av det nygrundade tyska kejsardömet, men behöll så kallade reservaträttigheter (Reservatrechte) det vill säga eget post-, järnvägs- och arméväsen.
På grund av kungens sinnessjukdom beslöt regeringen 1886 att tillsätta en riksföreståndare, vilken värdighet tillföll kungens farbror Luitpold av Bayern, vilken efter kungens självmord 1886 behöll posten då Ludvigs bror och efterträdare Otto I även han var sinnessjuk. Landets politik dominerades länge av kyrko- och skolfrågor. "Patrioterna" vilka från 1887 och snart kallades Centrumpartiet erhöll vid valen till lantdagen 1899 majoritet. Bayern fick i Clemens von Podewils-Dürniz som 1903-1912 var minsterpresident för Centrumpartiet en stark ledare. Sedan partiet i fråga om skollagen vunnit framgång och stärkt kyrkans inflytande över undervisningen, övergick man till att ändra lantdagsvallagen 1906. Podewils-Dürniz efterträddes 1912 av Georg von Hertling. I december samma år avled prinsregenten Luitpold och året därpå besteg hans son Ludvig tronen som Ludvig III av Bayern. Under första världskriget ökade Sydtyskland och särskilt Bayerns inflytande på rikspolitiken, särskilt sedan Georg von Hertling blivit rikskansler. Han efterträddes som ministerpresident av Otto von Dandl. Men hade planerat en förändrad författning då novemberoroligheterna utbröt.

### Fristaten Bayern

Bayern under tiden för Weimarrepubliken

1918 föll den wittelbachska monarkin samman inom ramen för novemberoroligheterna i Tyskland och den siste kungen, Ludvig III av huset Wittelsbach avsattes. 8 november 1918 utropades Bayern som fristat – Freistaat Bayern. En socialistisk regering med Kurt Eisner som ministerpresident tilsattes. Valen i den konservativa lantdagen gav dock en borgerlig majoritet, och nya oroligheter utbröt. Eisner mördades på väg till lantdagen, inrikesministern Erhard Auer sköts och sårades i en hämndauktion och kort därpå sprängdes byggnaden av kommunister. 7 april 1919 proklamerades Bayerska rådsrepubliken och ministerpresidenten Johannes Hoffmann tvingades fly. 1-2 maj kunde dock rådsrepubliken störtas.
I augusti 1919 antog lantdagen en ny författning. Armén övergick till Tyska riket, likaså järnväg och postväsen och Coburg blev 1920 genom ett statsfördrag en del av Bayern. På grund av oroligheterna i samband med Kappkuppen tvingades regeringen att avgå och lantdagen valde en ny rent borgerlig regering med Gustav von Kahr som ministerpresident. Valen samma år gav de borgerliga partierna 2/3 majoritet, och då von Kahr avgick hösten 1922 efterträddes han av Eugen von Knilling. Under sommaren 1922 började Nationalsocialistiska tyska arbetarepartiet under Adolf Hitler uppträda alltmer provocerande. Sedan inrikesministern Franz Schweyer avslagit ett socialdemokratiskt förslag om åtgärder mot nazisterna kunde de med stöd av andra tysk-folkliga sammanslutningar utveckla en allt livligare verksamhet. För att förebygga störningar av den allmänna ordningen överlämnades den verkställande makten i september 1923 åt von Kahr som generalstatskommissarie. Hitlers misslyckade kuppförsök gjorde om intet von Kahrs försök att vinna inflytande på riksplanet.
1933–1945 var Bayern som förvaltningsenhet i stora drag betydelselös, då nazisterna istället delade in riket i Gaue. Under andra världskriget förstördes i stor omfattning bayerska städer som Würzburg, München och Nürnberg. Efter Nazitysklands sammanbrott 1945 blev större delen av Bayern en del av amerikanska ockupationszonen. 1949 blev Bayern en av förbundsländerna i Förbundsrepubliken Tyskland efter att ha avträtt Rheinpfalz, som istället blev en del av förbundslandet Rheinland-Pfalz. Bayern upplevde ett ekonomiskt uppsving och gick från en agrarstat till en modern industristat. Ockupationsmakterna förde fördrivna från de tyska områden som avträddes till Tjeckoslovakien, Polen och Sovjetunionen till Bayern då delstaten hade en relativt låg befolkningstäthet. Huvudsakligen kom kvalificerade arbetare från Schlesien och Sudetlandet. Mellan krigsslutet och 1949 växte Bayerns befolkning därför med cirka en fjärdedel.

## Statsvapen och flagga
Det bayerska statsvapnet består av sex heraldiska komponenter: 
- Det gyllene lejonet, ursprungligen sammankopplat med det wittelsbachska Pfalz am Rhein står idag för Oberpfalz;
- den frankiska räfsan för de tre frankiska områdena;
- den blå pantern för Altbayern;
- de tre svarta lejonen för Schwaben;
- Det vitblå vapnet i mitten står för hela staten Bayern;
- Kronan står för folkets suveränitet efter borttagandet av kungakronan.

Bayern har två statsflaggor med likvärdig status: den i rutat mönster, "Rautenflagge", och den med ett övre vit fält och ett nedre blått, "Streifenflagge". De bayerska färgerna tas idag anspråk av förbundslandet Bayern men kommer ursprungligen från Huset Wittelsbach och kommer från Huset Wittelsbachs vapensköld.
| Det stora statsvapnet | Det lilla statsvapnet | "Rautenflagge"               | "Streifenflagge"               |
| Det stora statsvapnet | Det lilla statsvapnet | Statsflagga ("Rautenflagge") | Statsflagga ("Streifenflagge") |

## Politik
Det konservativt kristdemokratiska CSU har varit i regeringsställning i Bayern sedan 1957. Under 46 år i rad, 1962 till 2008, hade CSU egen majoritet i Bayerska lantdagen, men under den 16:e lantdagen, 2008–2013, var CSU och FDP i regeringskoalition.
Den 15 september 2013 fick CSU åter egen majoritet i valet till den 17:e lantdagen. Sedan lantdagsvalet 2018 styrs förbundslandet av en koalition bestående av CSU och Freie Wähler.

### Ministerpresidenter
- 1946–1954: Hans Ehard (CSU)
- 1954–1957: Wilhelm Hoegner (SPD)
- 1957–1960: Hanns Seidel (CSU)
- 1960–1962: Hans Ehard (CSU)
- 1962–1978: Alfons Goppel (CSU)
- 1978–1988: Franz Josef Strauss (CSU)
- 1988–1993: Max Streibl (CSU)
- 1993–2007: Edmund Stoiber (CSU)
- 2007–2008: Günther Beckstein (CSU)
- 2008–2018: Horst Seehofer (CSU)
- 2018–: Markus Söder (CSU)

## Regioner
Historiskt betydelsefulla regioner i Bayern.
| - Allgäu - Altmühltal - Alpenvorland - Bayerische Alpen - Bayerischer Wald - Chiemgau - Chiemgauer Alpen - Donaumoos | - Donauried - Donauries - Fichtelgebirge - Franken - Frankenhöhe - Frankenwald - Fränkische Alb - Fränkische Schweiz | - Gäuboden - Hassberge - Holledau - Inn-Salzach - Lechfeld - Oberbayern - Oberland - Oberpfälzer Wald | - Rhön - Rupertiwinkel - Nördlinger Ries - Salzburger Kalkalpen - Spessart - Steigerwald |  |

## Län (Regierungsbezirke)
Bayern är indelat i sju Regierungsbezirke ("län").
| Län           | Huvudstad  | Invånare  |
| Oberbayern    | München    | 4 232 962 |
| Niederbayern  | Landshut   | 1 197 631 |
| Oberpfalz     | Regensburg | 1 090 318 |
| Oberfranken   | Bayreuth   | 1 103 239 |
| Mittelfranken | Ansbach    | 1 708 841 |
| Unterfranken  | Würzburg   | 1 342 308 |
| Schwaben      | Augsburg   | 1 789 698 |

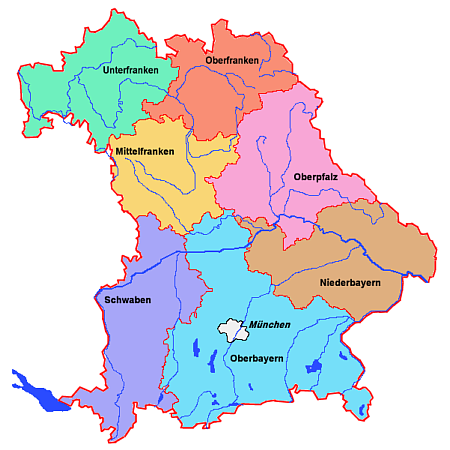
Bayerns Regierungsbezirke.

I Oberbayern ingår staden München, vilken i kartbilden märkts ut separat.

## Distrikt och distriktfria städer
(med bokstäver på registreringsskylten) 

Bayern är indelat i 71 distrikt (Landkreis) och 25 distriktfria städer.
| Distrikt - Aichach-Friedberg (AIC) - Altötting (AÖ) - Amberg-Sulzbach (AS) - Ansbach (AN) - Aschaffenburg (AB) - Augsburg (A) - Bad Kissingen (KG) - Bad Tölz-Wolfratshausen (TÖL) - Bamberg (BA) - Bayreuth (BT) - Berchtesgadener Land (BGL)* - Cham (CHA) - Coburg (CO) - Dachau (DAH) - Deggendorf (DEG) - Dillingen an der Donau (DLG) - Dingolfing-Landau (DGF) - Donau-Ries (DON) - Ebersberg (EBE) - Eichstätt (EI) - Erding (ED) - Erlangen-Höchstadt (ERH) - Forchheim (FO) - Freising (FS) | - Freyung-Grafenau (FRG) - Fürstenfeldbruck (FFB) - Fürth (FÜ) - Garmisch-Partenkirchen (GAP) - Günzburg (GZ) - Haßberge (HAS) - Hof (HO) - Kelheim (KEH) - Kitzingen (KT) - Kronach (KC) - Kulmbach (KU) - Landsberg am Lech (LL) - Landshut (LA) - Lichtenfels (LIF) - Lindau (LI) - Main-Spessart (MSP) - Miesbach (MB) - Miltenberg (MIL) - Mühldorf am Inn (MÜ) - München (M) - Neuburg-Schrobenhausen (ND) - Neumarkt in der Oberpfalz (NM) - Neustadt an der Aisch-Bad Windsheim (NEA) - Neustadt an der Waldnaab (NEW) | - Neu-Ulm (NU) - Nürnberger Land (LAU) - Oberallgäu (OA) - Ostallgäu (OAL) - Passau (PA) - Pfaffenhofen an der Ilm (PAF) - Regen (REG) - Regensburg (R) - Rhön-Grabfeld (NES) - Rosenheim (RO) - Roth (RH) - Rottal-Inn (PAN) - Schwandorf (SAD) - Schweinfurt (SW) - Starnberg (STA) - Straubing-Bogen (SR) - Tirschenreuth (TIR) - Traunstein (TS) - Unterallgäu (MN) - Weilheim-Schongau (WM) - Weißenburg-Gunzenhausen (WUG) - Wunsiedel im Fichtelgebirge (WUN) - Würzburg (WÜ) |

Distriktfria städer
| - Amberg (AM) - Ansbach (AN) - Aschaffenburg (AB) - Augsburg (A) - Bamberg (BA) - Bayreuth (BT) - Coburg (CO) - Erlangen (ER) - Fürth (FÜ) | - Hof (HO) - Ingolstadt (IN) - Kaufbeuren (KF) - Kempten (Allgäu) (KE) - Landshut (LA) - Memmingen (MM) - München (M) - Nürnberg (N) | - Passau (PA) - Regensburg (R) - Rosenheim (RO) - Schwabach (SC) - Schweinfurt (SW) - Straubing (SR) - Weiden in der Oberpfalz (WEN) - Würzburg (WÜ) |

## Geografi
Donau är Bayerns huvudflod och den flyter in i Österrike vid Passau. Donau har fyra större bifloder, som flyter in i huvudfåran från höger (högerbifloder). De kommer samtliga från alpområdet. De är Iller, Isar, Lech och Inn. Vid sammanflödet nära Passau medför Inn oftast mera vatten än huvudfloden. Vänsterbifloder är Altmühl, Wörnitz, Naab och Regen.
Bayern tar i söder del av Alperna där Tysklands högsta punkt, Zugspitze, ligger. Längre norrut sänker sig landskapet mot Donaus dalgång och övergår i mellanhögt bergslandskap. I dalgångarna flyter de redan nämnda floderna. Här ligger bland annat naturparkerna Frankenwald, Bayerischer Wald och Schwäbisch Hall.

### Större städer i Bayern
- Aschaffenburg
- Augsburg
- Bamberg
- Bayreuth
- Donauwörth
- Erlangen
- Fürth
- Ingolstadt
- Lindau
- München
- Nürnberg
- Oettingen
- Passau
- Regensburg
- Würzburg

## Näringsliv
Bayern är ett av Tysklands stora tillväxtområden med en rad olika industrier inom industri- och tjänstesektorerna. Bayern har flera av Tysklands stora verkstadsindustrier, bland annat har MAN AG, Siemens, MTU Aero Engines och BMW tillverkning och sina huvudkontor i München. BMW och MAN har även tillverkning i andra delar av Bayern. Audi har sitt huvudkontor och sin huvudfabrik i Ingolstadt. München är ett centrum för media och förlag (bl.a. Hubert Burda Media).
Grundig var tidigare en viktig elektronikindustri i Nürnberg. Loewe AG tillverkar exklusiv hemelektronik.
Inom sportutrustning har Bayern två av världens ledande märken i Adidas och Puma AG.
Bayern är ett mycket populärt resemål och turismen spelar en viktig roll både sommar och vinter.
I Bayern finns flera stora ölbryggerier som Paulaner, Erdinger och Löwenbräu.

## Sevärdheter
Bayern kan blicka tillbaka på en över 1000-årig kulturhistoria.

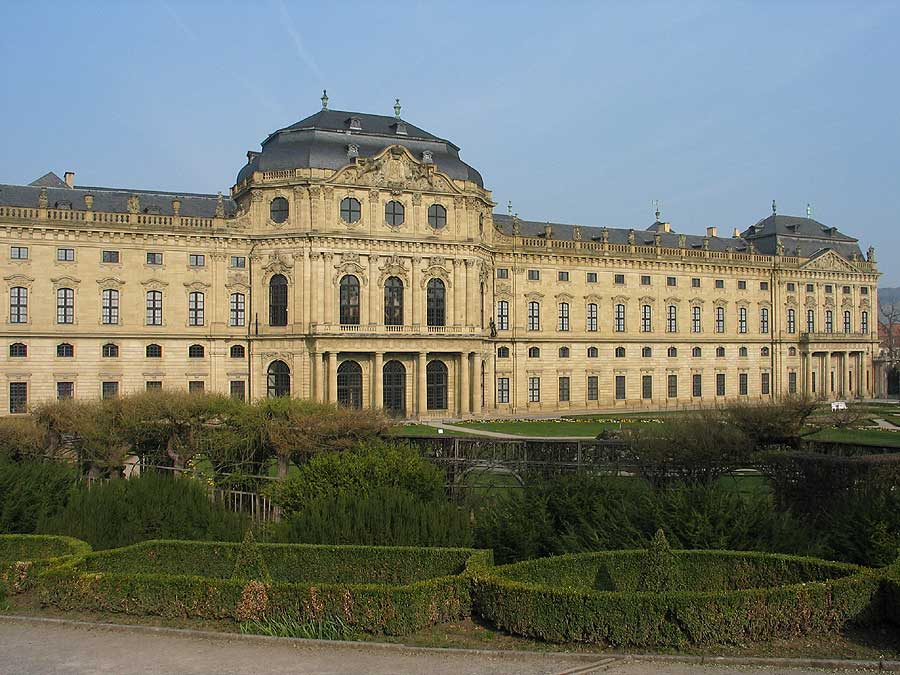
Würzburger Residenz
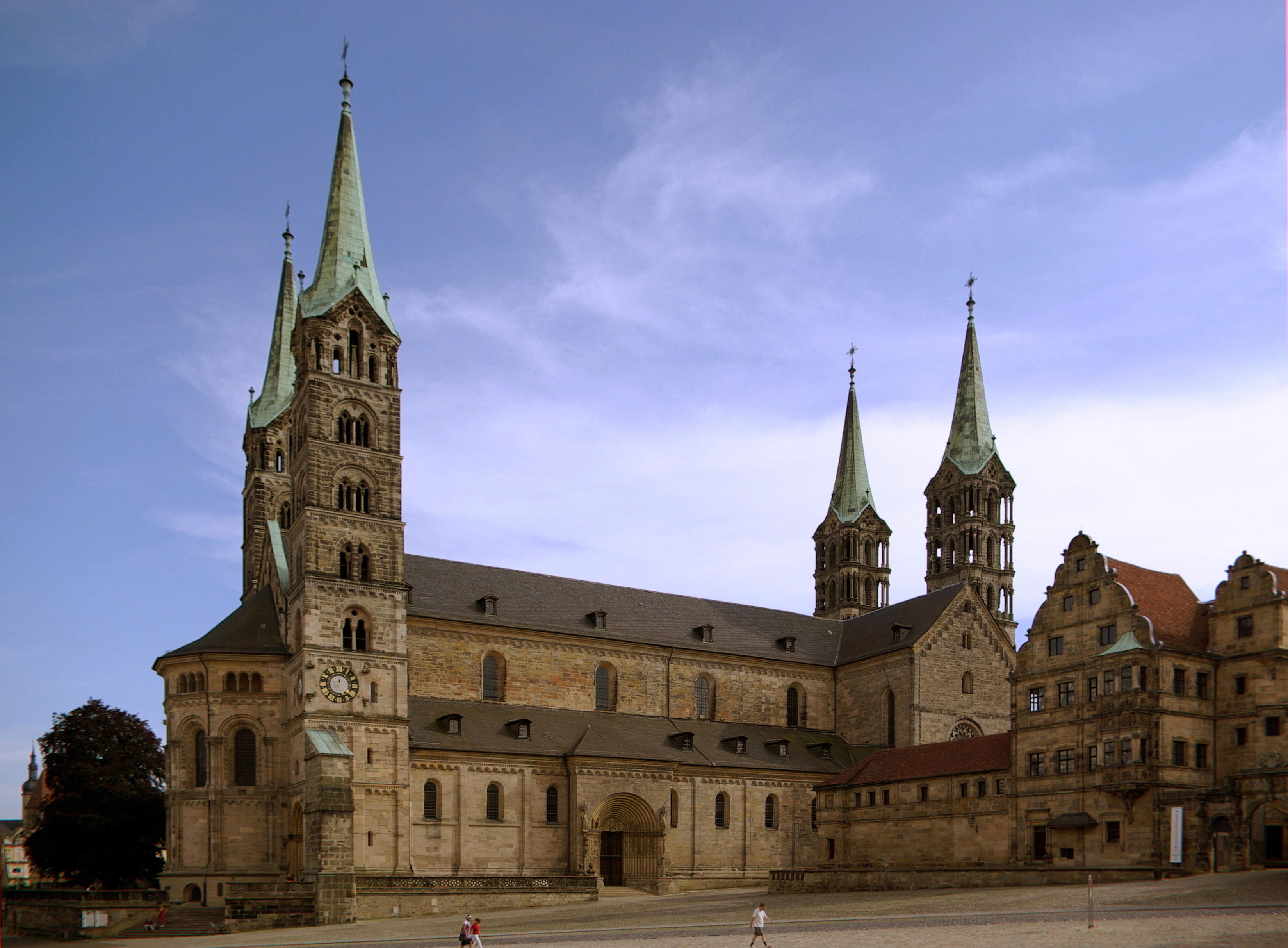
Bambergs domkyrka
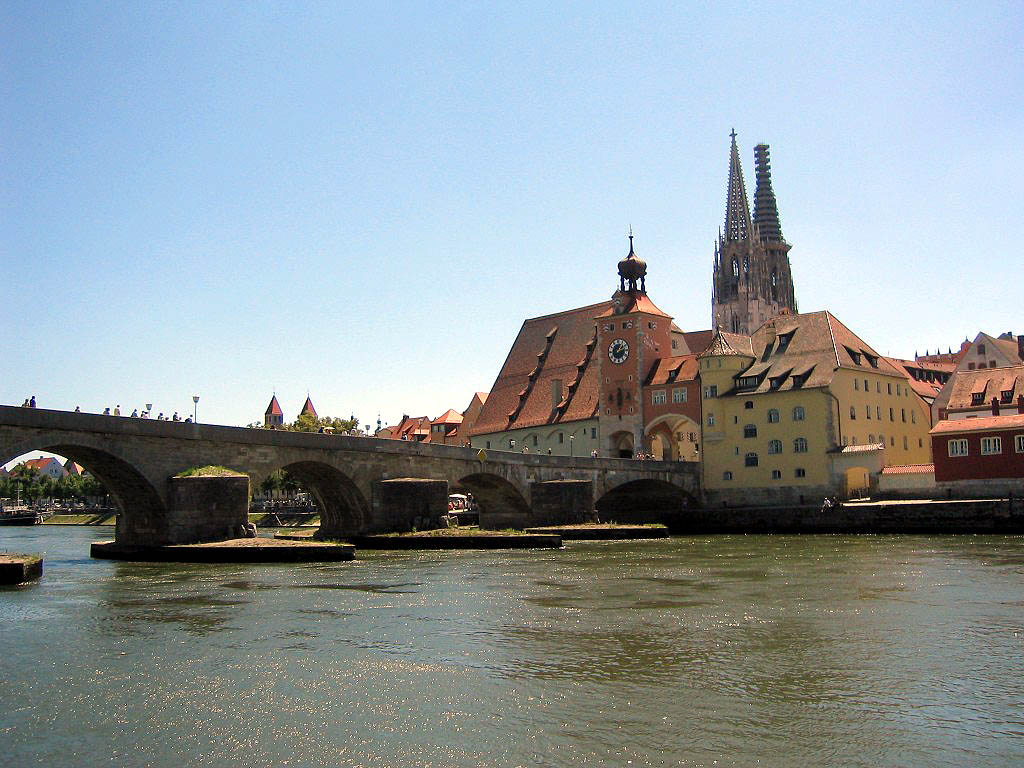
Steinerne Brücke och Regensburger Dom i Regensburg
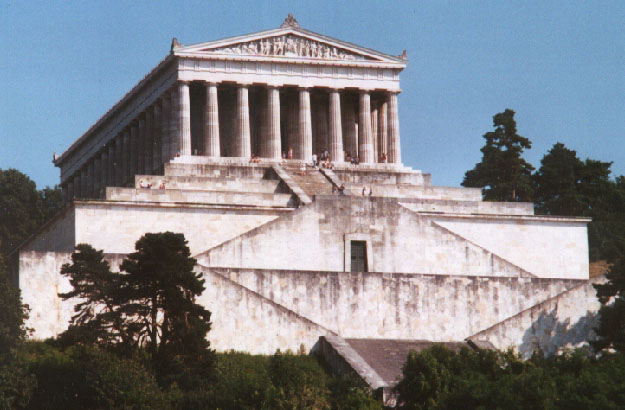
Walhalla, Donaustauf vid Regensburg
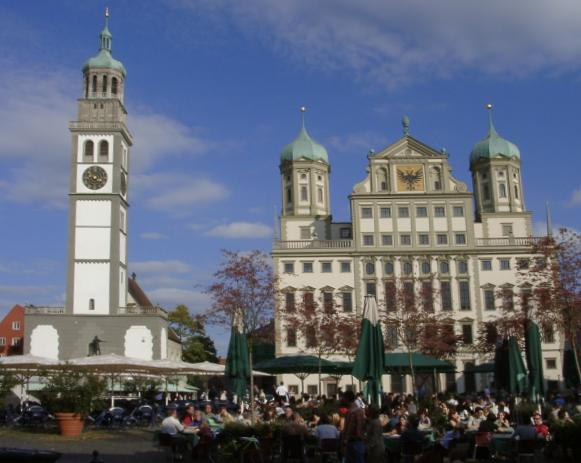
Augsburger Augsburger Rathaus och Perlachturm
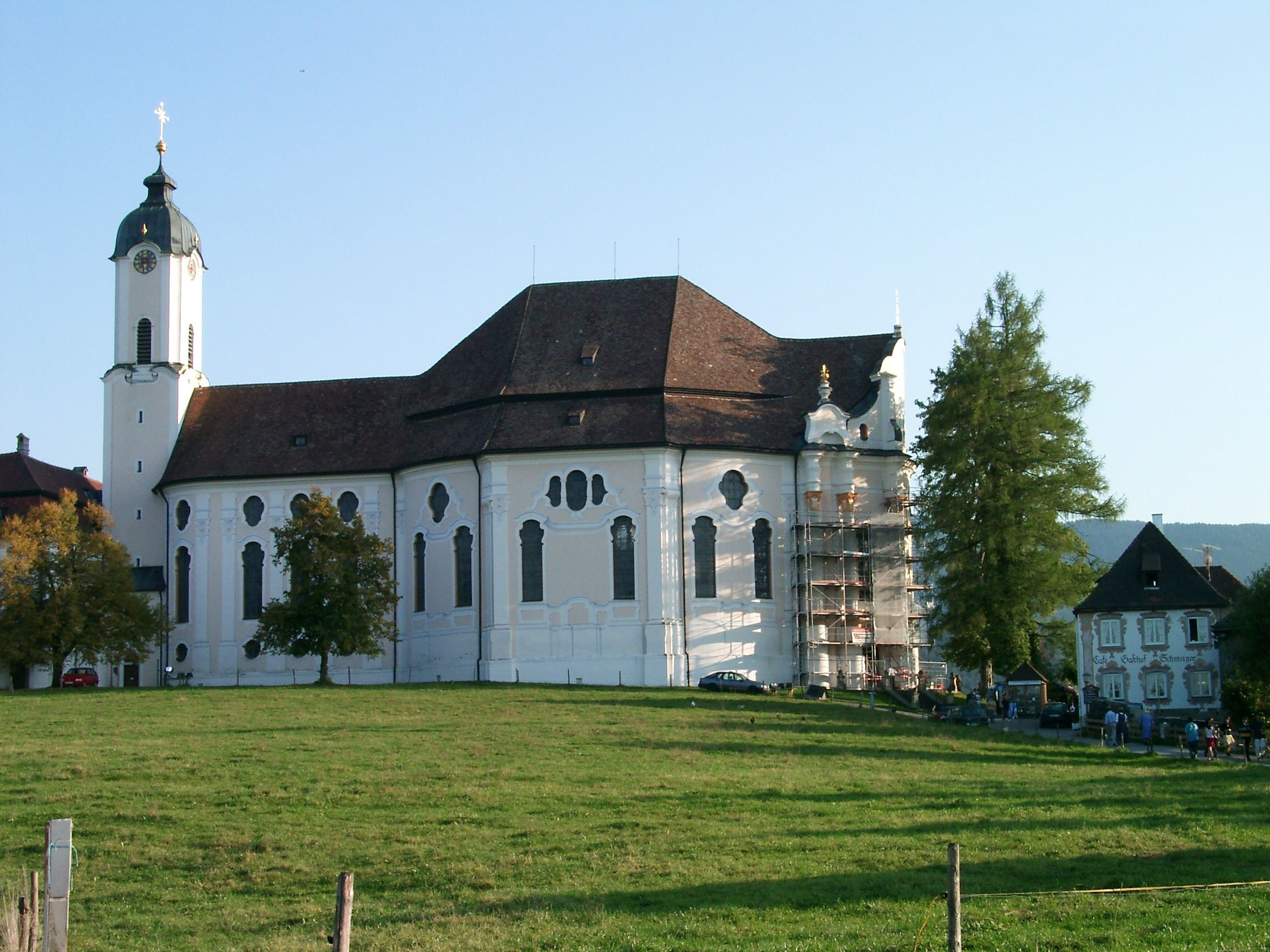
Wieskirche vid Steingaden
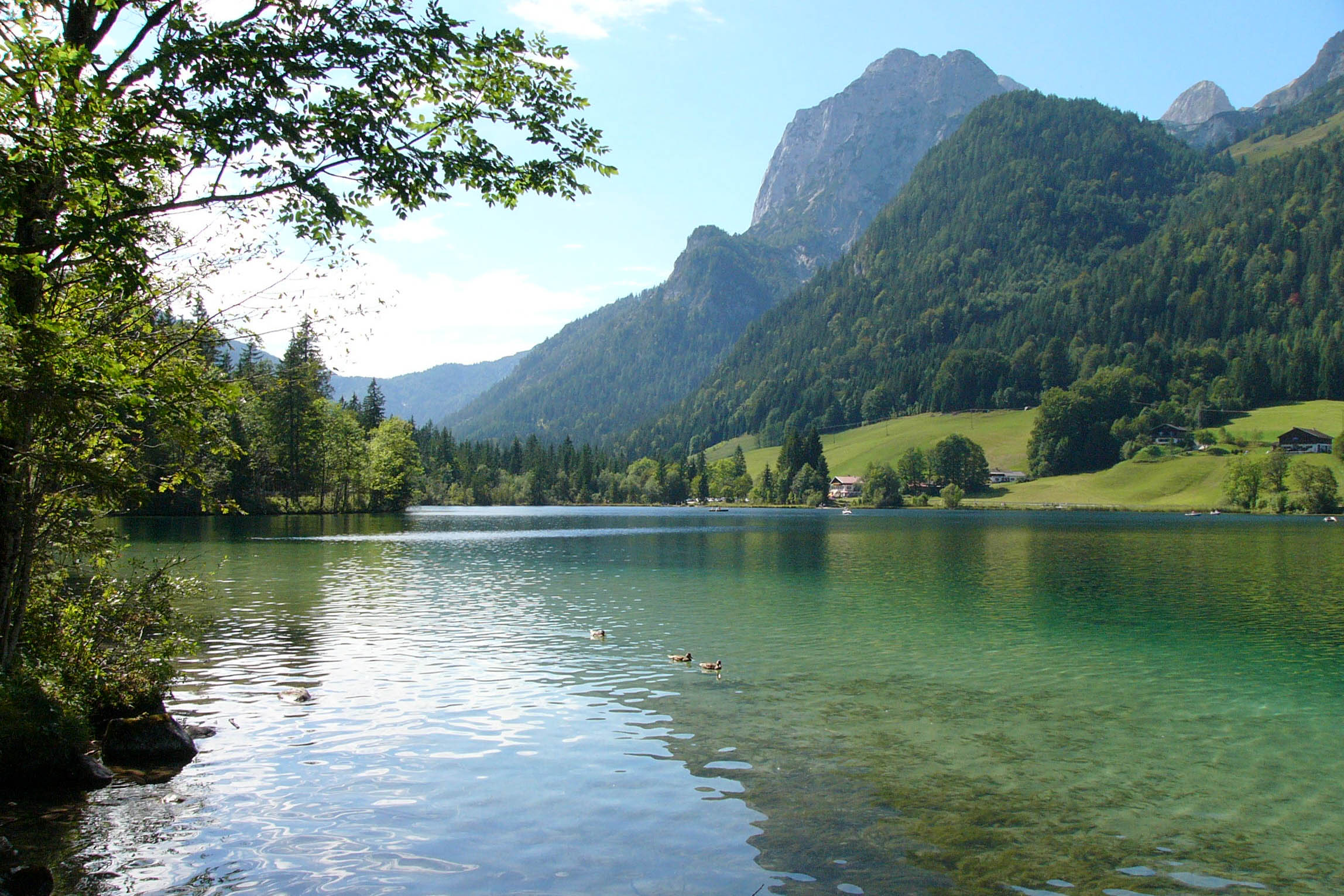
Hintersee
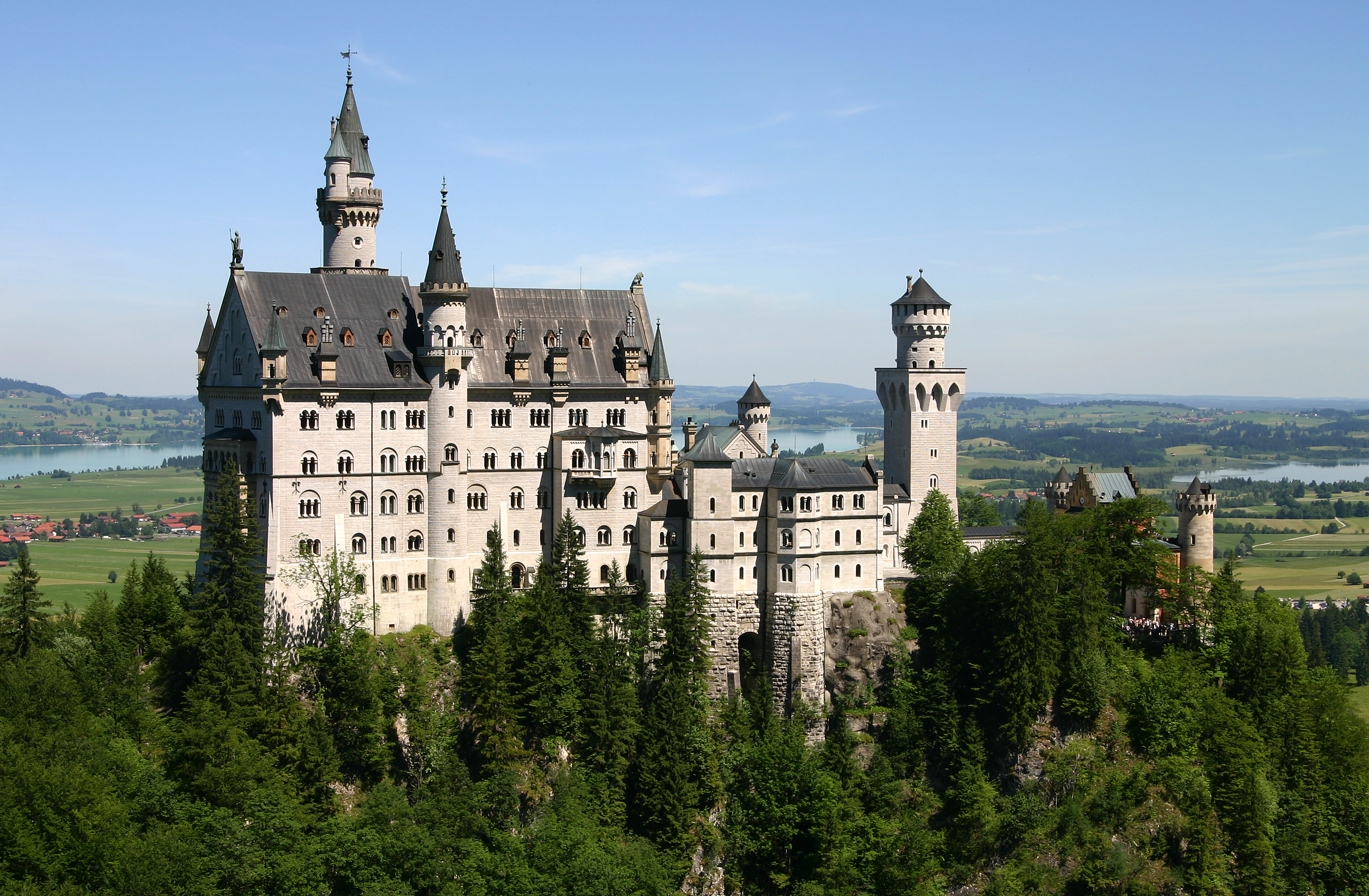
Neuschwanstein

## Sport
Inom fotbollen tillhör Bayern giganterna med de tyska rekordmästarna FC Bayern München som stormakt. I München återfinns också det klassiska laget TSV 1860 München. I Nürnberg återfinns de niofaldiga tyska mästarna 1. FC Nürnberg. Från Bayern kommer också en rad tyska landslagsspelare, bland dem Franz Beckenbauer och Gerd Müller. Inom vintersporten är Bayern känt för den stora vintersportorten Garmisch-Partenkirchen.
Bayern har varit värd för olympiska spelen två gånger: vinterspelen 1936 i Garmisch-Partenkirchen och sommarspelen 1972 i München. Vid spelen 1972 ägde flera grenar runt på andra håll runt om i Bayern: Augsburg, Ingolstadt, Nürnberg, Passau och Regensburg. Vid VM i fotboll 1974 spelades finalen i München.